# Lycée Robert-Schuman (Metz)
Pour les articles homonymes, voir Lycée Robert-Schuman (homonymie).
Le lycée Robert-Schuman, ou lycée régional Robert-Schuman,, est une cité scolaire comprenant un lycée général et technologique, un CFA et un GRETA, de la ville de Metz. Il se situe à l'ouest de Borny, près de l’hôpital-clinique Claude-Bernard. 
Initialement construit en « kit » pour l'Algérie, le bâtiment restera en France du fait de la fin de la guerre dans ce pays. Il sera finalement implanté à Metz.
La cité scolaire s'étend sur 17 hectares, ce qui fait du lycée Robert-Schuman l'un des plus grands de l'académie de Nancy-Metz, accueillant plus de 3 000 élèves. Le Républicain lorrain rappelle que l'établissement a la taille d'une ville de 4 000 habitants.
Le lycée, comme pour toute l'académie, est dans la zone B du calendrier scolaire.

## Histoire
L'histoire du lycée est racontée sous forme de chronologie. Il est difficile de séparer l'histoire de Schuman de l'Histoire du système scolaire français, voire de certains événements politiques majeurs de la Cinquième République. 

### Années 1960
En 1959, la réforme Berthoin légalise les lycées mixtes.
Le 10 septembre 1963, le lycée, qualifié officiellement  lycée d'État mixte, est inauguré et accueille pour sa première année 2200 élèves, dont 500 internes. Le lycée est baptisé lycée d'État mixte Robert-Schuman le 26 avril 1964 à la suite de la mort de Robert Schuman, père fondateur de l’Europe mort le 4 septembre 1963 dans sa maison à Scy-Chazelles (Moselle), quelques jours seulement avant l'inauguration du lycée.  Le lycée est inauguré par le ministre Fouchet
En mai 1964, un groupe de jeunes Berlinois de la Herder-Schule de Charlottenburg passent dix jours à Metz avec les élèves de Schuman. C'est le début d'un échange régulier et fidèle entre lycéens français et allemands.
Le lycée se dote d'une piscine en 1965, mais le plafond s'effondrera 8 ans plus tard.
En 1967 la réforme Berthoin, prononcée en 1959, devient effective. La scolarité est prolongée à 16 ans.

### Années 1970
En octobre 1970, le lycée se tourne vers une spécialisation « Économie », tandis que le lycée Georges-de-La-Tour se tourne vers les lettres et Fabert vers un pôle d'excellence en sciences.
Plus de 3 032 élèves sont recensés à la rentrée, alors que l'établissement n'était prévu que pour 3 000 élèves.
À la rentrée 1972, 3 200 élèves sont recensés, 3 850 élèves six ans plus tard, dont 2 400 demi-pensionnaires.
En mars 1973, un concert est organisé dans la cour du lycée. Le Républicain lorrain titre « Woodstock à Schuman ».
Le lycée célèbre les 10 ans du jumelage avec le Herde-Gymnasium (de) de Berlin-Ouest en mai 1975.

### Années 1980
Le 29 avril 1983, Jean-Jacques Goldman vient au lycée pour les 20 ans de la cité scolaire.
En mars 1985, les handballeuses vont jusqu'aux 1/16es de finale des championnats de France UNSS.
En septembre 1988, 4500 élèves sont prévus pour la rentrée, soit 40 élèves par classe.

### Années 1990
En octobre 1990, l'établissement se dote d'un centre de ressources mercatiques pour les sections BTS action commerciale. Seuls trois lycées en France en sont équipés.
Le GRETA de Metz vient s'ajouter à la cité scolaire en janvier 1991 et le CFA (centre de formation pour apprentis) en mars 1996.
En avril 1992, un jumelage est signé entre la région Lorraine et la région Latium (Italie). Il se concrétise à Schuman par un échange avec le lycée Viantelli d’Ostie.
Mais en septembre, l'ouverture de deux nouveaux lycées à Metz (la Communication et Alain-Fournier) permet de décharger le lycée.
La télévision allemande réalise une sitcom sur la scolarité en France au lycée en mai 1995.
La première section européenne est créée en septembre 1995, en langue allemande.
Septembre : ouverture de la deuxième section européenne du lycée en langue anglaise.
En juillet 1997, un projet d'amphithéâtre est validé. Un édifice de 334 places est prévu, mais le nombre de places sera finalement ramené à 320 places. La première pierre est posée en juin 1999 et l'amphithéâtre sera inauguré un an plus tard, en juin 2000. Il constitue la première extension de l'établissement depuis sa création.

### Années 2000
Une troisième section européenne, en espagnol, est ouverte en 2001. Deux ans après, une quatrième section, en italien, voit le jour.
Un hélicoptère survole la cour de l'établissement en avril 2004, tapissé d'un parterre d'élèves qui composent un gigantesque 40 qui correspond à l'âge de la cité scolaire.
En mai 2005, un incendie se déclare dans l'externat 2, faisant des dégâts matériels mais ne causant aucune victime.

### Années 2010
En 2014, l'intérieur de l'externat 1 fait peau neuve pour accueillir les anciens élèves du lycée Poncelet (Metz), lequel vient de fermer.

## Bâtiments
La cité scolaire Schuman se compose de 10 bâtiments, tous séparés les uns des autres (sauf les bâtiments 5 et 6).
Le lycée se compose de trois bâtiments de cours (le secteur général et les secteurs tertiaires), de deux internats (filles/garçons), d'un CDI de plus de 2000m², comprenant 8 000 livres, de deux administrations et d'un amphithéâtre de 520 places.
Il y a également un complexe sportif comprenant une piste d'athlétisme et de saut en longueur/hauteur, un mur d'escalade, une piscine (bassin de 25 mètres) , une salle de musculation et trois gymnases.

## Sections sportives[9]
Le lycée accueille dans ces quatre disciplines des sportifs de haut niveau qui peuvent ainsi concilier les études, quelle que soit la série (L, S, ES, STMG) et la pratique quotidienne d'un sport-passion dans le cadre de leur lycée.

### Football (mixte)
La section sportive football implantée depuis 1976 au lycée Robert-Schuman offre la possibilité aux élèves licenciés dans un club de suivre une scolarité en seconde générale et technologique ainsi que des entraînements dans de très bonnes conditions : un terrain synthétique nouvelle génération, deux salles de sport (foot en salle), une salle de musculation, une piste d’athlétisme et une piscine.

### Pôle Espoirs judo (mixte)
Le Pôle Espoir de Metz, crée en septembre 1997, est une structure officielle de la FFJDA, reconnue par le ministère de la Jeunesse et des Sports qui ouvre les portes de la pratique de haut niveau. Pour les meilleurs, c'est la voie royale pour intégrer les équipes de France, Junior puis Senior.

### Pôle Espoirs natation (mixte)
Classée Pôle Espoirs en 1993, la section accueille également quelques élèves au collège (demi-pension).

### Pôle Espoirs handball (filles)
Classée Pôle Espoirs depuis la rentrée 1995-1996 (parmi seulement 15 en France), elle permet aux joueuses ayant le potentiel pour jouer sur les plans national et international de concilier les études et la pratique du sport de haut niveau.

## Accessibilité
Le lycée dispose de deux entrées, la première se situe du côté général et CFA, devant la place Durutte. La deuxième se situe du côté tertiaire, sur la rue de Belletanche.
Le lycée est accessible via plusieurs lignes de bus, et par le Mettis :
- C14 : arrêts Ruelle Cheneau et Provence
- Mettis MA, Mettis MB : arrêts Belletanche, Cimetière de l'Est et Felix Alcan

### Lignes scolaires
- Arrêt Durutte : S281, S282
- Arrêt Valéry : S207, S285, S292, S293
- Arrêt Belletanche : S281, S282, S283, S292, S293
- Arrêt Ganne : S285

Différentes lignes Tim permettent d'aller au lycée, soit directement, soit en faisant une correspondance à la gare routière.
Le lycée dispose également d'un parking situé à chaque entrée.

## Enseignants et anciens élèves célèbres

### Enseignants
- Jean Laurain (1921-2008) : professeur de philosophie 1964-1978

### Anciens élèves
- Denis Jacquat (né en 1944), homme politique
- Camille Gira (1958-2018), homme politique
- Frédéric Petit (né en 1961), homme politique
- Sylvain Kastendeuch (né en 1963), footballeur professionnel
- Philippe Gaillot (né en 1965), footballeur professionnel
- Gervaise Pierson (née en 1986),  handballeuse
- Auriana Lazraq-Khlass (née en 1999), athlète